# Prairie Township (comté de Carroll, Missouri)
Prairie Township est un township du comté de Carroll dans le Missouri, aux États-Unis,. En 2000, sa population s'élève à 4 355 habitants. Le township est baptisé en référence aux prairies présentes dans le township.

## Source de la traduction
- (en) Cet article est partiellement ou en totalité issu de l’article de Wikipédia en anglais intitulé « Prairie Township, Carroll County, Missouri » (voir la liste des auteurs).